# Горностай Олександр Васильович
Горностай Олександр Васильович (* 6 березня 1960) — український музичний діяч, піаніст, продюсер, генеральний директор Національного симфонічного оркестру України, заслужений діяч мистецтв України.

## Біографія
Народився у 1960 році в Житомирі у музичній родині. У п'ятирічному віці у нього виявляється абсолютний музичний слух і він розпочинає навчання грі на фортепіано та скрипці. У 1978 році Олександр Горностай закінчує фортепіанний відділ Житомирського музичного училища імені В. С. Косенка, а у 1983 році — фортепіанний факультет Київської державної консерваторії імені П. І. Чайковського.
Творчу і організаційну діяльність Олександр Горностай розпочав у 1980 році на посаді музичного керівника Народного студентського ансамблю «Еко» Київського інституту народного господарства. Із колективом він брав участь у багатьох концертах у Києві, гастролював у Фінляндії.
Впродовж 1984—1988 років Олександр Горностай працював у Рівненській обласній філармонії на посаді соліста-інструменталіста та концертмейстера (фортепіано), де виступив у понад 500 концертах в Україні та інших республіках СРСР. У 1986 році він був учасником ліквідації аварії на ЧАЕС  — 25 виступів у складі філармонійної групи у Поліському та Іванківському районах Київської області.
З 1988 року Олександр Горностай розпочав свою діяльність як організатор концертів, гастрольних турів, музичних фестивалів, а також як продюсер звукозаписів класичної музики. Впродовж 1989 року він був директором першого Всеукраїнського фестивалю «Червона рута», заключні заходи якого з величезним успіхом пройшли у вересні у Чернівцях.
Із жовтня 1989 року Олександр Горностай — керівник гастрольно-концертного відділу першого українсько-канадського СП «Кобза». Впродовж листопада 1989 — березня 1990 року, незважаючи на складні політичні умови, Олександр Горностай організував близько 100 концертів лауреатів фестивалю «Червона рута» в усіх обласних центрах України та у Києві, а згодом — понад 200 концертів українських митців в Україні, Австралії, Бельгії, Великій Британії, Ірландії, Канаді, Німеччині, Польщі, США та Франції.
Впродовж 2000—2006 років Олександр Горностай працював над низкою мистецьких проектів, серед яких відомі телевізійні документальні серіали «Дорогами України» (25 фільмів) та «Дорогами українців» (20 фільмів) для Першого Національного каналу, став продюсером понад 50 компакт-дисків творів сучасних американських композиторів.
Олександр Горностай — засновник Українсько-американського музичного фестивалю у Києві, який відбувся у 2007, 2008 та 2009 роках.

### Співпраця зНаціональним симфонічним оркестром України
З 1993 року розпочинається співпраця Олександра Горностая з Національним симфонічним оркестром України, яка триває і понині. Спочатку, як продюсер звукозаписів класичної музики, він організував близько 60-ти записів українського та світового репертуару, що на той час було найбільшою кількістю звукозаписів серед усіх симфонічних оркестрів колишнього СРСР. Водночас, як помічник художнього керівника-головного диригента НСОУ, він брав найактивнішу участь в організації великих гастрольних турів НСОУ до Гонконгу, Австралії та Англії.
У 1998—2000 роках Олександр Горностай працював заступником генерального директора-художнього керівника НСОУ, організувавши у Києві понад 100 концертів із провідними вітчизняними солістами та диригентами, а також із визнаними світовими зірками — Монсеррат Кабальє, Хосе Каррерасом, Мішелем Леграном, «Electric Light Orchestra». Водночас він здійснив близько 40 записів оркестру для серії «American Classics».
У червні 2006 року Олександр Горностай стає генеральним директором Національного симфонічного оркестру України, і розпочинається його плідна співпраця з художнім керівником та головним диригентом Володимиром Сіренком. Впродовж наступних років Олександр Горностай організував гастролі оркестру у понад двадцяти країнах світу, провів успішні серії ювілейних концертів до 90-річчя та до 100-річчя НСОУ у Києві та в Україні, забезпечив виступи колективу у складі офіційних делегацій у Астані, Лондоні, Амстердамі, Празі, Братиславі та Страсбурзі., організував концерти з визнаними світовими зірками — Пласідо Домінго, Андреа Бочеллі, Sting, Scorpions.
У 2012—2020 роках Олександр Горностай є продюсером записів Національного симфонічного оркестру України фольк-опери Євгена Станковича «Цвіт Папороті», ораторії «Страсті за Тарасом», 1, 2, 3 і 5 скрипкових концертів та інших творів композитора, усіх скрипкових концертів Мирослава Скорика, усіх симфоній Бориса Лятошинського, а також симфоній Людвіга ван Бетховена та Дмитра Шостаковича.

### Організація гастрольних концертних турів Національного симфонічного оркестру України[3]
- Австралія (1995)
- Австрія (2014, 2019, 2022)
- Бахрейн (2013)
- Бельгія (2007, 2008, 2022, 2024)
- Велика Британія (1997, 2001, 2008, 2023)
- Гонконг (1995)
- Іран (2008)
- Іспанія (2006, 2008)
- Італія (2006/7, 2009/10, 2013, 2022)
- Йорданія (2016)
- Казахстан (2008)
- Канада (2017)
- Китай (2011/12, 2015/16, 2016/17, 2018, 2018/19, 2019/20)
- Корея (2003)
- Ліван (2013)
- Ліхтенштейн (2022, 2024)
- Німеччина (2017, 2021, 2022, 2024)
- Нідерланди (2008)
- Об'єднані Арабські Емірати (2007, 2013)
- Оман (2014)
- Польща (2012, 2016, 2022, 2024)
- Португалія (2006, 2008, 2009)
- Словаччина (2008, 2023)
- Сполучені Штати Америки (2017, 2019, 2020, 2024)
- Тайвань (2023)
- Франція (2006, 2007, 2008, 2012, 2025)
- Чехія (2008)
- Швейцарія (2007, 2022, 2023, 2024)
- Японія (2012, 2014)